# Communauté de communes Centre Armor Puissance 4
La Communauté de communes Centre Armor Puissance 4 est une ancienne communauté de communes française, située dans le département des Côtes-d'Armor, en région Bretagne.
Le 1er janvier 2017, la communauté de communes fusionne avec la communauté de communes du Sud Goëlo, Quintin Communauté, Saint-Brieuc Agglomération et la commune de Saint-Carreuc pour former Saint-Brieuc Armor Agglomération.

## Composition
Elle était composée des 3 communes suivantes :
| Nom                       | Code Insee | Gentilé     | Superficie (km2) | Population (dernière pop. légale) | Densité (hab./km2) |
| ------------------------- | ---------- | ----------- | ---------------- | --------------------------------- | ------------------ |
| Plœuc-L'Hermitage (siège) | 22203      |             | 82,27            | 4 057 (2014)                      | 49                 |
| Le Bodéo                  | 22009      | Bodéosiens  | 9,97             | 162 (2014)                        | 16                 |
| Plaintel                  | 22171      | Plaintelais | 26,76            | 4 265 (2014)                      | 159                |

Après la création de la commune nouvelle de Plœuc-L'Hermitage le 1er janvier 2016, fusionnant Plœuc-sur-Lié et L'Hermitage-Lorge, elle ne comptait plus que 3 communes au lieu de 4.

## Démographie
| 2006  | 2012  | 2013  | 2014  |
| ----- | ----- | ----- | ----- |
| 7 821 | 8 422 | 8 472 | 8 484 |

## Administration

### Liste des présidents
| Période                                  | Période       | Identité        | Étiquette | Qualité                                    |
| ---------------------------------------- | ------------- | --------------- | --------- | ------------------------------------------ |
| Les données manquantes sont à compléter. |               |                 |           |                                            |
| 1993                                     | avril 2001    | André Boishardy | DVD       | Maire de Plaintel (1981 → 2001)            |
| avril 2001                               | avril 2008    | Pascal Allo     |           | Premier adjoint au maire de Ploeuc-sur-Lié |
| avril 2008                               | décembre 2016 | Joseph Le Vée   | DVD       | Maire de Plaintel (2001 → 2020)            |